# Sara Sorribes Tormo
Sara Sorribes Tormo, (Castellón de la Plana, Spanyolország 1996. október 8. –) párosban olimpiai bronzérmes, junior Európa-bajnok spanyol hivatásos teniszezőnő.
2010 óta tartó profi pályafutása során egyéniben két WTA- és tíz ITF-tornagyőzelmet aratott, párosban hat WTA, egy WTA 125K és öt ITF-tornán végzett az első helyen. Legjobb világranglista helyezése egyéniben a 32. hely, amelyre 2022. február 7-én került, párosban a 17. hely, amelyet 2024. május 6-án ért el.
A 2014. évi junior Európa-bajnokság győztese. Juniorként párosban döntőt játszott a 2013-as US Openen. Felnőtt Grand Slam-tornákon a legjobb egyéni eredményeként a 4. körig jutott a 2023-as Roland Garroson, párosban a legjobb eredménye a 2023-as wimbledoni teniszbajnokságon elért elődöntő.
2015 óta Spanyolország Fed-kupa csapatának tagja.
2024-ben a párizsi olimpián párosban bronzérmet nyert.

### Junior Grand Slam döntői

#### Páros

##### Elveszített döntői (1)
| Év   | Bajnokság | Borítás | Partner        | Ellenfél                              | Eredmény |
| ---- | --------- | ------- | -------------- | ------------------------------------- | -------- |
| 2013 | US Open   | Kemény  | Belinda Bencic | Barbora Krejčíková Kateřina Siniaková | 3–6, 4–6 |

## WTA-döntői

### Egyéni

#### Győzelmei (2)
| Összesítés                    |
| Grand Slam-torna (0)          |
| WTA 1000 (mandatory)* (0)     |
| WTA 1000 (non-mandatory)* (0) |
| WTA 500* (0)                  |
| WTA 250* (2)                  |

|    | Dátum               | Torna                         | Borítás | Ellenfél a döntőben       | Eredmény a döntőben | Eredmény a döntőben |
| 1. | 2021. március 14.   | Abierto Zapopan, Guadalajara  | Kemény  | Eugenie Bouchard          | 6–2, 7–5            |                     |
| 2. | 2023. augusztus 27. | Tennis in the Land, Cleveland | Kemény  | Jekatyerina Alekszandrova | 3–6, 6–4, 6–4       |                     |

### Páros

#### Győzelmei (6)
| Összesítés            |                              |
| Grand Slam-torna (0)  |                              |
| Premier Mandatory (0) | WTA 1000 (kötelező)* (2)     |
| Premier Five (0)      | WTA 1000 (nem kötelező)* (0) |
| Premier (0)           | WTA 500* (0)                 |
| International (2)     | WTA 250* (2)                 |

*2021-től megváltozott a tornák kategóriáinak elnevezése.
|    | Dátum             | Torna                              | Borítás | Partner                     | Ellenfelek a döntőben                     | Eredmény a döntőben | Eredmény a döntőben |
| 1. | 2018. április 8.  | Monterrey Open, Monterrey          | Kemény  | Naomi Broady                | Desirae Krawczyk Giuliana Olmos           | 3–6, 6–4, [10–8]    |                     |
| 2. | 2019. május 3.    | Rabat Grand Prix, Rabat            | Salak   | María José Martínez Sánchez | Georgina García Pérez Okszana Kalasnikova | 7–5, 6–1            |                     |
| 3. | 2022. április 24. | Istanbul Cup, Isztambul            | Salak   | Marie Bouzková              | Natyela Dzalamidze Kamilla Rahimova       | 6–3, 6–4            |                     |
| 4. | 2023. április 24. | China Open, Peking, Kína           | Kemény  | Marie Bouzková              | Csan Hao-csing Giuliana Olmos             | 3–6, 6–0, [10–4]    |                     |
| 5. | 2024. május 5.    | Madrid Open, Madrid, Spanyolország | Salak   | Cristina Bucșa              | Barbora Krejčíková Laura Siegemund        | 6–0, 6–2            |                     |
| 6. | 2025. április 6.  | Copa Colsanitas, Bogotá, Kolumbia  | Salak   | Cristina Bucșa              | Irina Bara Laura Pigossi                  | 5–7, 6–2, [10–5]    |                     |

#### Elveszített döntői (1)
|    | Dátum            | Torna                   | Borítás | Partner                     | Ellenfelek a döntőben            | Eredmény a döntőben | Eredmény a döntőben |
| 1. | 2019. június 23. | Mallorca Open, Mallorca | Salak   | María José Martínez Sánchez | Kirsten Flipkens Johanna Larsson | 2–6, 4–6            |                     |

## WTA 125K döntői

### Egyéni: 1 (0-1)
| Eredmény | Gy–D | Dátum           | Torna                  | Borítás | Ellenfél        | Eredmény |
| -------- | ---- | --------------- | ---------------------- | ------- | --------------- | -------- |
| Döntős   | 0–1  | 2019. június 9. | Bol Open, Horvátország | Salak   | Tamara Zidanšek | 5–7, 5–7 |

### Páros: 1 (1-0)
| Eredmény | Gy–D | Dátum              | Torna                          | Borítás    | Partner               | Ellenfél                                      | Eredmény    |
| -------- | ---- | ------------------ | ------------------------------ | ---------- | --------------------- | --------------------------------------------- | ----------- |
| Győztes  | 1–0  | 2019. december 22. | Open de Limoges, Franciaország | Kemény (f) | Georgina García Pérez | Jekatyerina Alekszandrova Okszana Kalasnikova | 6–2, 7–6(3) |

## ITF döntői

### Egyéni: 20 (10–10)
| Díjazás        |
| -------------- |
| $100,000 torna |
| $80,000 torna  |
| $60,000 torna  |
| $25,000 torna  |
| $15,000 torna  |
| $10,000 torna  |

| Eredmény | Gy–D  | Dátum            | Torna                                            | Borítás | Ellenfél                  | Eredmény         |
| -------- | ----- | ---------------- | ------------------------------------------------ | ------- | ------------------------- | ---------------- |
| Döntős   | 0–1   | 2012. március    | ITF Madrid, Spanyolország                        | Salak   | Estelle Guisard           | 0–6, 6–7(5)      |
| Győztes  | 1–1   | 2012. március    | ITF Madrid, Spanyolország                        | Salak   | Isabel Rapisarda Calvo    | 6–2, 7–6(8)      |
| Győztes  | 2–1   | 2012. augusztus  | ITF Locri, Olaszország                           | Salak   | Anastasia Grymalska       | 6–3, 7–5         |
| Győztes  | 3–1   | 2012. augusztus  | L'Aquila International, Olaszország              | Salak   | Rocío de la Torre Sánchez | 4–6, 6–1, 6–3    |
| Győztes  | 4–1   | 2012. november   | ITF La Vall d'Uixó, Spanyolország                | Salak   | Olga Sáez Larra           | 6–1, 6–1         |
| Döntős   | 4–2   | 2013. április    | Nana Trophy, Tunézia                             | Salak   | Unsz Dzsábir              | 3–6, 2–6         |
| Döntős   | 4–3   | 2014. április    | ITF Pula, Olaszország                            | Salak   | Andreea Mitu              | 4–6, 3–6         |
| Győztes  | 5–3   | 2014. augusztus  | ITF Westende, Belgium                            | Kemény  | Ysaline Bonaventure       | 6–2, 6–0         |
| Döntős   | 5–4   | 2015. február    | ITF Sunrise, Egyesült Államok                    | Salak   | Sachia Vickery            | 2–6, 6–2, 3–6    |
| Győztes  | 6–4   | 2016. február    | ITF São Paulo, Brazília                          | Salak   | Andreea Mitu              | 7–5, 6–1         |
| Győztes  | 7–4   | 2016. június     | Bredeney Ladies Open, Németország                | Salak   | Karolína Muchová          | 7–6(5), 6–4      |
| Döntős   | 7–5   | 2016. október    | Soho Square Tournament, Egyiptom                 | Kemény  | Donna Vekić               | 2–6, 7–6(7), 3–6 |
| Döntős   | 7–6   | 2018. május      | La Bisbal d'Emporda Internacional, Spanyolország | Salak   | Kathinka von Deichmann    | 3–6, 6–3, 3–6    |
| Döntős   | 7–7   | 2018. június     | Manchester Challenger, Egyesült Királyság        | Fű      | Unsz Dzsábir              | 2–6, 1–6         |
| Döntős   | 7–8   | 2018. július     | Grand Est Open 88, Franciaország                 | Salak   | Stefanie Vögele           | 4–6, 2–6         |
| Győztes  | 8–8   | 2018. október    | ITF Pula, Olaszország                            | Salak   | Amina Ansba               | 6–4, 6–3         |
| Győztes  | 9–8   | 2019. augusztus  | ITF Bad Saulgau, Németország                     | Salak   | Katharina Gerlach         | 7–6(4), 6–1      |
| Döntős   | 9–9   | 2019. augusztus  | Vancouver Open, Kanada                           | Kemény  | Heather Watson            | 5–7, 4–6         |
| Győztes  | 10–9  | 2020. szeptember | Open de Cagnes-sur-Mer, Franciaország            | Salak   | Irina Bara                | 6–3, 6–4         |
| Döntős   | 10–10 | 2023. május 21.  | Open Villa de Madrid, Spanyolország              | Salak   | Olga Danilović            | 2–6, 3–6         |

### Páros: 7 (5–2)
| Eredmény | Gy–D | Dátum           | Torna                                         | Borítás | Partner               | Ellenfél                               | Eredmény          |
| -------- | ---- | --------------- | --------------------------------------------- | ------- | --------------------- | -------------------------------------- | ----------------- |
| Győztes  | 1–0  | 2012. augusztus | ITF Locri, Olaszország                        | Salak   | Dészpina Papamihaíl   | Kana Daniel Nastassia Rubel            | 6–1, 6–0          |
| Győztes  | 2–0  | 2012. augusztus | L'Aquila International, Olaszország           | Salak   | Nastassia Rubel       | Alessia Camplone Sara Sussarello       | 6–1, 6–0          |
| Győztes  | 3–0  | 2014. június    | Montpellier Open, Franciaország               | Salak   | Inés Ferrer Suárez    | Hsu Chieh-yu Elica Kosztova            | 2–6, 6–3, [12–10] |
| Győztes  | 4–0  | 2014. június    | ITF Périgueux, Franciaország                  | Salak   | Andrea Gámiz          | Gabriela Cé Florencia Molinero         | 5–7, 6–4, [10–8]  |
| Döntős   | 4–1  | 2016. július    | Prague Open, Csehország                       | Salak   | Sílvia Soler Espinosa | Demi Schuurs Renata Voráčová           | 5–7, 6–3, [4–10]  |
| Győztes  | 5–1  | 2019. augusztus | ITF Bad Saulgau, Németország                  | Salak   | Georgina García Pérez | Kszenyija Laszkutova Marija Melnyikova | 6–3, 6–1          |
| Döntős   | 5–2  | 2019. december  | Al Habtoor Challenge, Egyesült Arab Emírségek | Kemény  | Georgina García Pérez | Lucie Hradecká Andreja Klepač          | 5–7, 6–3, [8–10]  |

## Eredményei Grand Slam-tornákon

### Egyéni
| Grand Slam | Australian Open | Australian Open   | Roland Garros  | Roland Garros    | Wimbledon      | Wimbledon          | US Open        | US Open          |
| Év         | Eredmény        | Utolsó ellenfél   | Eredmény       | Utolsó ellenfél  | Eredmény       | Utolsó ellenfél    | Eredmény       | Utolsó ellenfél  |
| 2015       | –               | –                 | Selejtező (Q1) | Selejtező (Q1)   | Selejtező (Q2) | Selejtező (Q2)     | –              | –                |
| 2016       | Selejtező (Q2)  | Selejtező (Q2)    | 1. kör         | A Pavljucsenkova | Selejtező (Q1) | Selejtező (Q1)     | Selejtező (Q3) | Selejtező (Q3)   |
| 2017       | 1. kör          | Karolína Plíšková | 1. kör         | Bacsinszky Tímea | 1. kör         | Ószaka Naomi       | 1. kör         | Nara Kurumi      |
| 2018       | –               | –                 | Selejtező (Q2) | Selejtező (Q2)   | 2. kör         | C Suárez Navarro   | 1. kör         | Daria Gavrilova  |
| 2019       | 1. kör          | Anett Kontaveit   | 2. kör         | Sloane Stephens  | 1. kör         | Caroline Wozniacki | 1. kör         | Anett Kontaveit  |
| 2020       | 2. kör          | Anett Kontaveit   | –              | –                | elmaradt       | elmaradt           | 2. kör         | Elise Mertens    |
| 2021       | 1. kör          | Daria Gavrilova   | 1. kör         | Cseng Szaj-szaj  | 2. kör         | Angelique Kerber   | 3. kör         | Emma Raducanu    |
| 2022       | 2. kör          | Marta Kosztyuk    | –              | –                | 2. kör         | Harmony Tan        | 1. kör         | Viktória Kužmová |
| 2023       | –               | –                 | 4. kör         | B Haddad Maia    | 2. kör         | Iga Świątek        | 2. kör         | Vang Hszin-jü    |
| 2024       | 1. kör          | Alina Kornyejeva  | 1. kör         | Bianca Andreescu | 1. kör         | Jasmine Paolini    | 2. kör         | B Haddad Maia    |
| 2025       | Selejtező (Q2)  | Selejtező (Q2)    |                |                  |                |                    |                |                  |

### Párosban
| Grand Slam | Australian Open              | Australian Open                      | Roland Garros              | Roland Garros                    | Wimbledon               | Wimbledon                             | US Open                      | US Open                            |
| Év         | Eredmény Partner             | Utolsó ellenfél                      | Eredmény Partner           | Utolsó ellenfél                  | Eredmény Partner        | Utolsó ellenfél                       | Eredmény Partner             | Utolsó ellenfél                    |
| 2017       | –                            | –                                    | –                          | –                                | –                       | –                                     | 3. kör Sorana Cîrstea        | Szánija Mirza Peng Suaj            |
| 2018       | –                            | –                                    | 3. kör Sorana Cîrstea      | Csan Hao-csing Jang Csao-hszüan  | 1. kör Sorana Cîrstea   | Elise Mertens Demi Schuurs            | 1. kör Sorana Cîrstea        | Ljudmila Kicsenok Laura Siegemund  |
| 2019       | –                            | –                                    | 2. kör MJ Martínez Sánchez | Nagyija Kicsenok Abigail Spears  | –                       | –                                     | 3. kör Viktorija Golubic     | Elise Mertens Arina Szabalenka     |
| 2020       | 2. kör G García Pérez        | Jennifer Brady Caroline Dolehide     | –                          | –                                | elmaradt                | elmaradt                              | 1. kör Raluca Olaru          | Lucie Hradecká Andreja Klepač      |
| 2021       | 1. kör Marie Bouzková        | Katerina Bondarenko Nagyija Kicsenok | 1. kör Marie Bouzková      | Ninomija Makoto Jang Csao-hszüan | 2. kör Paula Badosa     | Cori Gauff Catherine McNally          | –                            | –                                  |
| 2022       | Negyeddöntő Kirsten Flipkens | V Kugyermetova Elise Mertens         | –                          | –                                | 3. kör Kirsten Flipkens | Barbora Krejčíková Kateřina Siniaková | Negyeddöntő Kirsten Flipkens | Nicole Melichar Ellen Perez        |
| 2023       | –                            | –                                    | Negyeddöntő Marie Bouzková | Nicole Melichar Ellen Perez      | Elődöntő Marie Bouzková | Hszie Su-vej Barbora Strýcová         | 1. kör Andrea Gámiz          | Ljudmila Kicsenok Jeļena Ostapenko |
| 2024       | Negyeddöntő Marie Bouzková   | Cristina Bucșa Alekszandra Panova    | 2. kör Marie Bouzková      | Marta Kosztyuk E-G Ruse          | 2. kör Marie Bouzková   | Caroline Garcia Kristina Mladenovic   | 3. kör Marie Bouzková        | N Melichar-Martinez Ellen Perez    |
| 2025       | Negyeddöntő Kamilla Rahimova | Mirra Andrejeva Gyiana Snajgyer      |                            |                                  |                         |                                       |                              |                                    |

## Év végi világranglista-helyezései
| Év     | 2011  | 2012 | 2013 | 2014 | 2015  | 2016 | 2017 | 2018 | 2019 | 2020 | 2021 | 2022 | 2023 | 2024 |
| Egyéni | 1061. | 509. | 329. | 276. | 164.  | 107. | 99.  | 87.  | 82.  | 66.  | 36.  | 66.  | 50.  | 106. |
| Páros  | —     | 699. | 997. | 371. | 1111. | 267. | 152. | 84.  | 63.  | 52.  | 103. | 38.  | 33.  | 46.  |